# Psychoda penicillata
Psychoda penicillata és una espècie d'insecte dípter pertanyent a la família dels psicòdids.

## Descripció
- La larva fa 2,9 mm de llargària màxima i té la superfície dorsal de cada segment abdominal amb només 4 pèls.[5]

## Distribució geogràfica
Es troba a Nova Zelanda, Austràlia (Austràlia Meridional, Nova Gal·les del Sud, Tasmània, Victòria, Austràlia Occidental i el Territori de la Capital Australiana), Sud-àfrica i Santa Helena.

## Observacions
Exemplars adults han estat criats en captivitat a partir d'un fong, Boletus granulatus, el qual es troba en forats d'arbres o brossa dels boscos humits.